# Ligue romanche
 (août 2009).
Si vous disposez d'ouvrages ou d'articles de référence ou si vous connaissez des sites web de qualité traitant du thème abordé ici, merci de compléter l'article en donnant les références utiles à sa vérifiabilité et en les liant à la section « Notes et références ».
Pour les articles homonymes, voir Romanche (homonymie).
La Ligue romanche (en romanche : Lia Rumantscha), est une organisation linguistique et culturelle suisse.

## Description
Principale organisation linguistique et culturelle romanche, elle est basée à Coire et est financée principalement par des subventions émanant du canton des Grisons et de la Confédération en tant qu’institution d’utilité publique neutre, sans rattachement politique ou confessionnel[réf. nécessaire].
Fondée en 1919, la Ligue s’est fixé pour objectif la défense et la promotion de la langue et de la culture romanche à l’école et dans l’administration notamment. Elle édite de nombreuses publications originales[réf. nécessaire] ainsi que des traductions, et assure des enseignements dans les cinq dialectes principaux (vallader, puter, surmiran, sursilvan, sutsilvan) et dans la langue-toit unifiée écrite, le rumantsch grischun. C’est à son initiative qu’ont été produits les principaux dictionnaires romanches[réf. nécessaire].
La ligue a assuré la traduction en romanche de la suite bureautique Microsoft Office.
Elle est membre de l'Union fédéraliste des communautés ethniques européennes.